# Betta tussyae
Бійцівська рибка Туссі (Betta tussyae) — тропічний прісноводний вид риб з родини осфронемових (Osphronemidae), підродина макроподових (Macropodusinae).
Подружжя Петер та Туссі Надь (нім. Peter Nagy & Tussy Nagy) з австрійського Зальцбургу вперше виявило цю рибку 1979 року, вони ловили її кілька разів й у наступні роки. Зразки, зібрані подружжям, були використані Дітріхом Шаллером (нім. Dietrich Schaller) для опису виду. На знак подяки він назвав новий вид на честь пані Туссі Надь.
Betta tussyae належить до групи видів B. coccina, що включає B. coccina, B. tussyae, B. persephone, B. rutilans, B. brownorum, B. livida, B. miniopinna, B. burdigala. Всі представники групи мають невеликий розмір (стандартна довжина дорослих риб зазвичай менше 30 мм), однотонне червоне або чорне забарвлення, вони є стенотопними (мешкають лише в таких місцях) жителями лісових торфових боліт із «чорною» водою та значеннями pH 5,0 і нижче. Під терміном «група видів», коли це стосується бійцівських рибок, розуміють зібрання видів, що мають спільний набір діагностичних ознак. У випадку групи B. coccina — це ще й монофілетична група.

## Опис

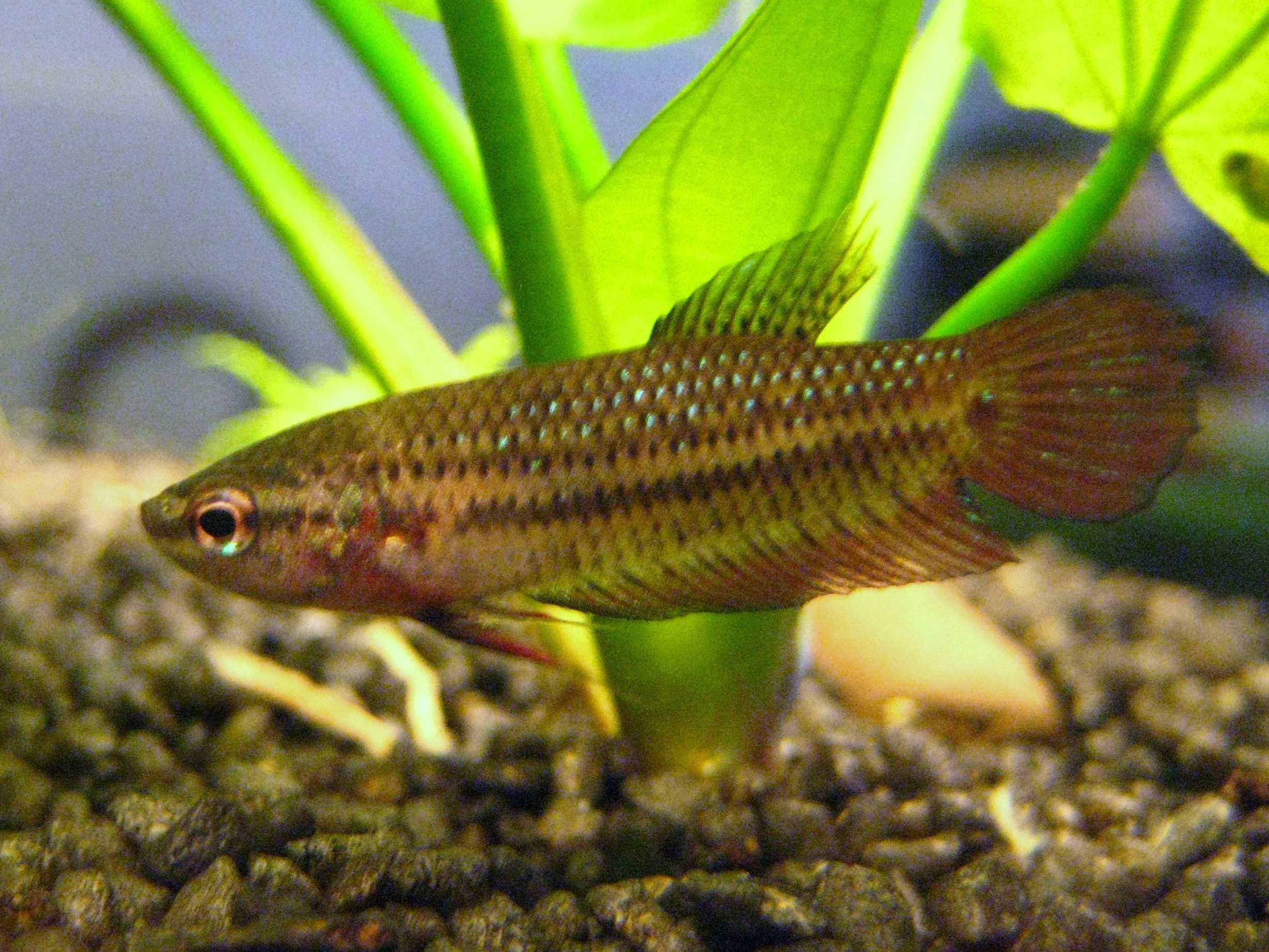
Самка Betta tussyae

Максимальна стандартна (без хвостового плавця) довжина виду становить 38 мм, максимальна загальна довжина 49 мм, висота тіла до 9 мм, такою ж є довжина голови. Меристичні показники: 30-31 луска в поздовжньому ряді, 7 лусок в поперечному ряді, у спинному плавці 2 твердих і 9-10 м'яких променів, в хвостовому плавці 11-12 променів, в анальному плавці 2 твердих і 25-26 м'яких променів, в черевних плавцях по 1 твердому і 5-6 м'яких променів. Вид має довгий, як на бійцівських рибок, спинний плавець. Черевні плавці серпоподібні.
Тіло червонувато-оранжеве з двома темнішими поздовжніми смужками. Рогівка очей із зеленкуватим лиском. На зябрових кришках слабкі паралельні вертикальні смуги золотавого кольору. Черевні плавці червоні з білим кінчиком.
Статевий диморфізм слабкий. Плавці в самців яскраво-червоні й трохи виділяються на тлі темнішого тіла, спинний та анальний на кінцях трохи гостріші, ніж у самок.
За розміром, формою та забарвленням Betta tussyae нагадує B. coccina, але виглядає трохи блідішою за свою близьку родичку. Головна ж відмінність полягає в тому, що B. tussyae має 7 горизонтальних рядів лусок, тоді як у B. coccina їх 9. З цієї причини візуально луски в B. tussyae здаються помітно більшими.

## Поширення
Вид поширений на сході Малайського півострова, обмежується територією малайзійського штату Паханг. Його присутність була зафіксована лише в трьох місцях, а ареал становить близько 741 км². Зустрічається бійцівська рибка Туссі не часто.
Betta tussyae є мешканцем мілких «чорноводних» ставків та струмків, що протікають серед низинних торфових боліт, розташованих під покривом вологого тропічного лісу. Трапляється лише в спокійних місцях проточних водойм, але ніколи в застійній воді. Риби тримаються серед клубочків тонкого коріння, невеличких скупчень водяних рослин або у пухкому шарі опалого листя, що лежить на дні.
Місцеві водойми майже не відчувають сезонних коливань між сухим та вологим періодом, зазвичай сильно затінені. Вода в них має коричневе забарвлення, дуже м'яка й кисла (pH 3,6-5,5). Вона містить дуже мало поживних речовин.
У цих самих струмках трапляється й багато інших лабіринтових риб, зокрема Sphaerichthys osphromenoides, Parosphromenus nagyi, Trichopsis vittata, Betta imbellis, Betta pugnax.
Вид належить до числа вимираючих через обмежене розповсюдження та руйнування природних середовищ його існування. Основну загрозу становлять деградація або вирубування болотних торфових лісів, пов'язані з розвитком міст та створенням плантацій монокультур.

## Розмноження
Для виведення потомства самці будують під водою гнізда з піни. Нерест та інкубація ікри відбуваються в кислому, несприятливому для розвитку бактерій та грибків середовищі.

## Утримання в акваріумі
Betta tussyae періодично з'являється в торгівлі акваріумними рибами. Доволі простий в утриманні та розведенні вид. Для утримання пари риб потрібен акваріум місткістю від 20 літрів, для групи — більше. Бійцівська рибка Туссі походить із середовища «чорних вод» і повинна мати м'яку кислу воду, яка добре фільтрується. Показник pH має бути в межах 4,0-5,0, температура 21–24 °C. Риби повинні мати схованки (печери, густі кущі рослин тощо). Приймають звичайні дрібні живі, заморожені та штучні (в гранулах) корми.
Самець будує компактне гніздо з піни. Велике листя рослин, короткі шматки пластикових труб або чорні пластикові контейнери є для них найкращим місцем для гніздування.
Нерест триває 2-3 години, після чого самку можна залишити в нерестовищі. Самець дбайливо охороняє гніздо, він не чіпає самку, навіть коли та підпливає дуже близько. Час від часу батько перекладає ротом ікринки, додає до гнізда нові бульбашки. Розмір кладки становить 30-40 ікринок. Личинки виводяться через 2 дні, а ще через 5 днів вони перетворюються на мальків і починають вільно плавати й харчуватися. Батьки не чіпають своє потомство.
Стартовим кормом для мальків бійцівської рибки Туссі є інфузорії, згодом їх можна замінити на наупліуси артемій, коли мальки достатньо підростуть, щоб проковтнути їх. За 3 місяці молодь досягає приблизно 2 см завдовжки, але забарвлення та плавці, як у дорослих риб, у них починають формуватися значно раніше.